# Tezaurus archeologické terminologie
Tezaurus archeologické terminologie (TEATER) je webový tezaurus určený širokému okruhu uživatelů z řad odborné i laické veřejnosti. Obsahuje základní archeologickou terminologii pro využití poučenými laiky, amatérskými archeology, studenty archeologie, knihovníky odborných institucí a profesionálními archeology. Protože primárními, byť nikoli výlučnými uživateli jsou knihovníci, zahrnuje tezaurus i předmětová hesla národních autorit ČR, spolu s dalšími odbornými termíny, které se v rejstříku národních autorit nenacházejí. Tezaurus obsahuje také hesla z příbuzných oborů. Hesla jsou v tezauru uspořádána hierarchicky, lze je však vyhledávat i fulltextově a jsou dostupná rovněž v anglickém ekvivalentu. 
V roce 2019 byl TEATER zařazen mezi služby poskytované výzkumnou infrastrukturou Archeologický informační systém ČR (AIS CR).

## Historie
TEATER vznikl jako interní katalogizační pomůcka pro knihovníky Archeologického ústavu AV ČR v Brně. S pomocí prostředků z programu Strategie AV21 - Paměť v digitálním věku byl tezaurus přetvořen do profesionálního nástroje, který je dále rozvíjen:
- po obsahové stránce (doplňováním německých ekvivalentů, terminologie klasické archeologie a referenčních informací ke stávajícím heslům);
- po koncepční stránce (spoluprací s dalšími institucemi a přetvářením tezauru podle konceptu Linked Open Data).

## Obsah webu a jeho využití v praxi
TEATER obsahuje nejužívanější termíny z oblasti archeologie a výběrově také terminologii příbuzných oborů. K termínům jsou postupně doplňovány další referenční informace, jako např. česká synonyma, cizojazyčné ekvivalenty, komentáře z odborné literatury nebo odkazy na další online tezaury a databáze.
TEATER je primárně určen knihovníkům, kteří pracují s archeologickou literaturou. Slouží jim jako referenční nástroj v podobě webové aplikace, která rychle dodá informace při katalogizaci a rešerších, ať ve formě hesel samotných nebo dalších informací. Poskytuje služby také uživatelům knihoven s archeologickými fondy při vyhledávání literatury. Jedním z jeho dalších cílů je zpřístupnění oborové terminologie širšímu okruhu zájemců. Místo formy abecedně řazeného slovníku ji nabízí v interaktivní podobě s hesly seskupenými tematicky. Podstatná je taktéž jeho snadná přístupnost z mobilních zařízení. Jde proto o významnou pomůcku pro studenty archeologie a příbuzných oborů.

## Principy aplikace
TEATER je možné užívat bez omezení ve webovém prohlížeči. Dvě základní funkcionality pro použití tezauru se nacházejí přímo na úvodní stránce. Přístup k heslům umožňuje jak fulltextové vyhledávání, tak možnost celou hierarchii hesel procházet. Fulltextové vyhledávání je doplněno našeptávačem, výsledky se pak zobrazují ve dvou sloupcích: v levém jsou řazeny výsledky z názvů hesel, v pravém odpovídající referenční informace.

## Struktura hesel
Hesla jsou seskupena do jedenácti základních kategorií. První čtyři kategorie vycházejí z obecného členění oboru a zahrnují oblast archeologické teorie, terénního výzkumu, laboratorní a další analýzy dat a výběrově hesla z příbuzných disciplín. Následují další kategorie odborné terminologie: chronologie a archeologické kultury, areály, objekty a předměty, doplněné historickými kategoriemi z oblasti etnik, historických území, povolání, práva a společnosti. V těchto základních kategoriích jsou hesla dále hierarchicky členěna. Hesla v tezauru jsou trojího druhu:
- zeleně podbarvená hesla jsou převzata z rejstříku předmětových hesel národních autorit NK ČR;
- oranžově podbarvená hesla se v národních autoritách nenacházejí;
- tyrkysově podbarvená hesla pouze strukturují tezaurus, nenesou žádné referenční informace a nezobrazují se ve výsledcích fulltextového vyhledávání.

## Zdrojový kód
Aplikace je dostupná jako otevřený zdrojový kód na portálu GitHub.